# Nadro
Nadro is een plaats (frazione) in de Italiaanse gemeente Ceto.